# Klasztor Augustianów w Grodnie
Klasztor Augustianów w Grodnie – klasztor powstał jeszcze przed lokacją miasta. Była to najstarsza katolicka zakonna placówka w mieście. Ufundował go król Aleksander Jagiellończyk, a po raz pierwszy wzmiankowano ich w 1494 roku. Siedziba augustianów powstała w Niemieckim Rynku, który znajdował się w północno-zachodniej partii Grodna nad rzeczką Horodniczanką. Był to prawdopodobnie jeden z dawniejszych placów targowych.
W 1673 r. prowincjał Małaczyński skasował placówkę augustianów w Grodnie. Ostatnie informacje o zgromadzeniu pochodzą z 1688 r. Król Jan III Sobieski na prośbę augustianów “po dawnej grodzieńskiej fundaciey” wyraził zgodę na reaktywowanie ich rezydencji, jednak nie doszło to do skutku.
Do dziś nie wiadomo gdzie dokładnie znajdował się ten klasztor. Wzmianka w przywileju Aleksandra Jagiellończyka z 1494 r., potwierdzającym nadania kościoła farnego, wspomina o ulicy, która szła “versus ecclesiam claustralem sancte Trinitas”. Być może wskazuje to, że budowle klasztorne zamykały wylot ulicy w południowej pierzei Rynku Niemieckiego.